# Contrarreloj por Equipos ProTeam
La Contrarreloj por Equipos ProTeam o simplemente CRE ProTour (oficialmente UCI ProTour Eindhoven Team Time Trial) era una competición de ciclismo en ruta creada para el UCI ProTour en 2005. La primera edición de esta carrera se disputó en Eindhoven (Países Bajos), aunque la prueba podría variar la ciudad cada año, atendiendo las diferentes candidaturas presentadas. Aun así, las tres únicas ediciones disputadas han sido en el mismo lugar.
Entre 1988 y 1991 se corrió una prueba en el mismo lugar y de similar formato, el Grand Prix de la Libération. La CRE de Eindhoven se consideró la sucesora de esa prueba. Tras solo disputarse tres ediciones en 2008 se anunció que el evento no continuaría celebrándose, al menos en la ciudad de Eindhoven. La UCI anunció que reemplazaría este evento por otro emplazamiento, pero todavía no se ha pronunciado.
La carrera tenía una longitud de aproximadamente 50 kilómetros y se disputaba por equipos de seis corredores. Tomaban parte de la prueba los veinte o dieciocho equipos ProTour y otros cinco invitados por la organización.
Al ser una contrarreloj por equipos y al tener un perfil completamente plano, es la prueba más rápida de todo el ciclismo profesional, con medias superiores a los 50 km/h.
En cierta medida fue suplantada por la contrarreloj por equipos del Campeonato del Mundo, que se disputa desde 2012 y donde los equipos UCI ProTeam están obligados a participar y obtienen puntos para UCI WorldTour.

## Palmarés
| Año  | Ganador      | Segundo                | Tercero      |
| ---- | ------------ | ---------------------- | ------------ |
| 2005 | Gerolsteiner | Phonak Hearing Systems | CSC          |
| 2006 | CSC          | Discovery Channel      | Gerolsteiner |
| 2007 | CSC          | Tinkoff Credit Systems | Milram       |

## Palmarés por países
| País      | Victorias |
| --------- | --------- |
| Dinamarca | 2         |
| Alemania  | 1         |